# Корыткув-Дужи
Корыткув-Дужи (пол. Korytków Duży) — деревня в Билгорайском повете Люблинского воеводства Польши. Входит в состав гмины Билгорай. По данным переписи 2011 года, в деревне проживало 718 человек.

## География
Деревня расположена на юго-востоке Польши, в пределах Сандомирской низменности, на правом берегу реки Бяла-Лада, на расстоянии приблизительно 9 километров к северо-западу от города Билгорай, административного центра повета. Абсолютная высота — 217 метров над уровнем моря. Через населённый пункт проходит региональная автодорога 835.

## История
В период с 1975 по 1998 годы деревня входила в состав Замойского воеводства.

## Население
Демографическая структура по состоянию на 31 марта 2011 года:
|         | Всего | До трудоспособного возраста | Трудоспособного возраста | Старше трудоспособного возраста |
| ------- | ----- | --------------------------- | ------------------------ | ------------------------------- |
| Мужчины | 358   | 94                          | 235                      | 29                              |
| Женщины | 360   | 97                          | 199                      | 64                              |
| Всего   | 718   | 191                         | 434                      | 93                              |